# Stiria de Sus

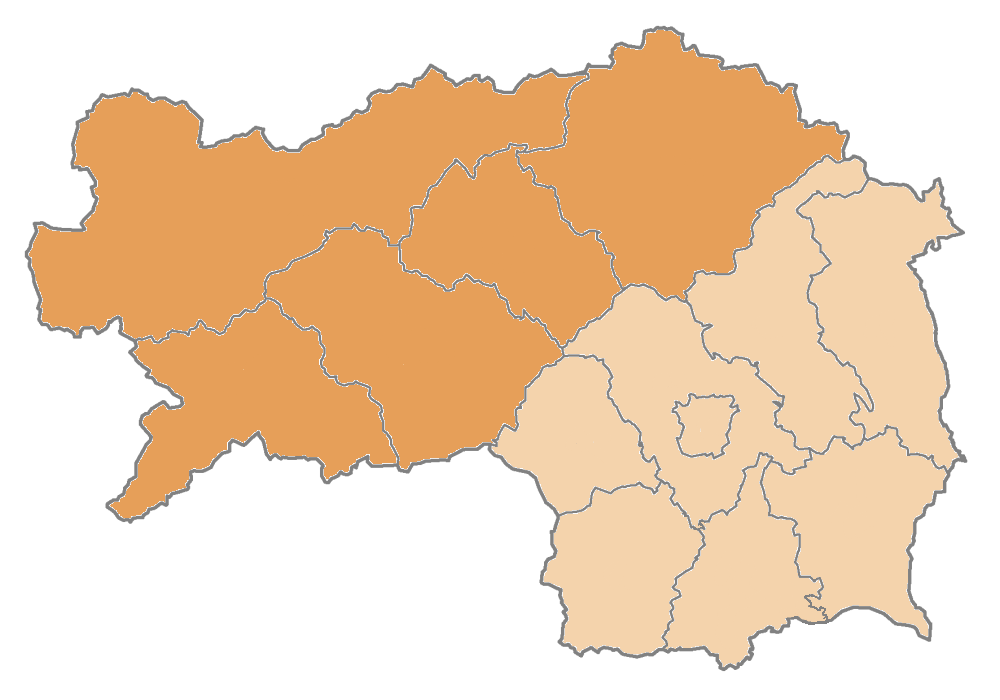
Stiria de Sus și Stiria de Mijloc în cadrul landului Stiria

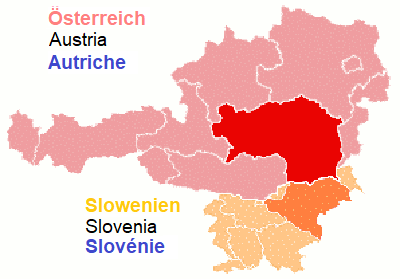
Vechiul Ducat Stiria împățit astăzi între Austria și Slovenia

Prin Stiria de Sus (în germană Obersteiermark, învechit și Obersteier) se indică partea de nord, muntoasă și împădurită a landului federal austriac Stiria. Restul landului federal Stiria din zilele noastre (parte astăzi numită și Ost und Weststeiermark) corespunde vechii regiuni Stiria de Mijloc, în vreme ce vechea Stirie de Jos se găsește astăzi în Slovenia.